# Істрія (античне місто)

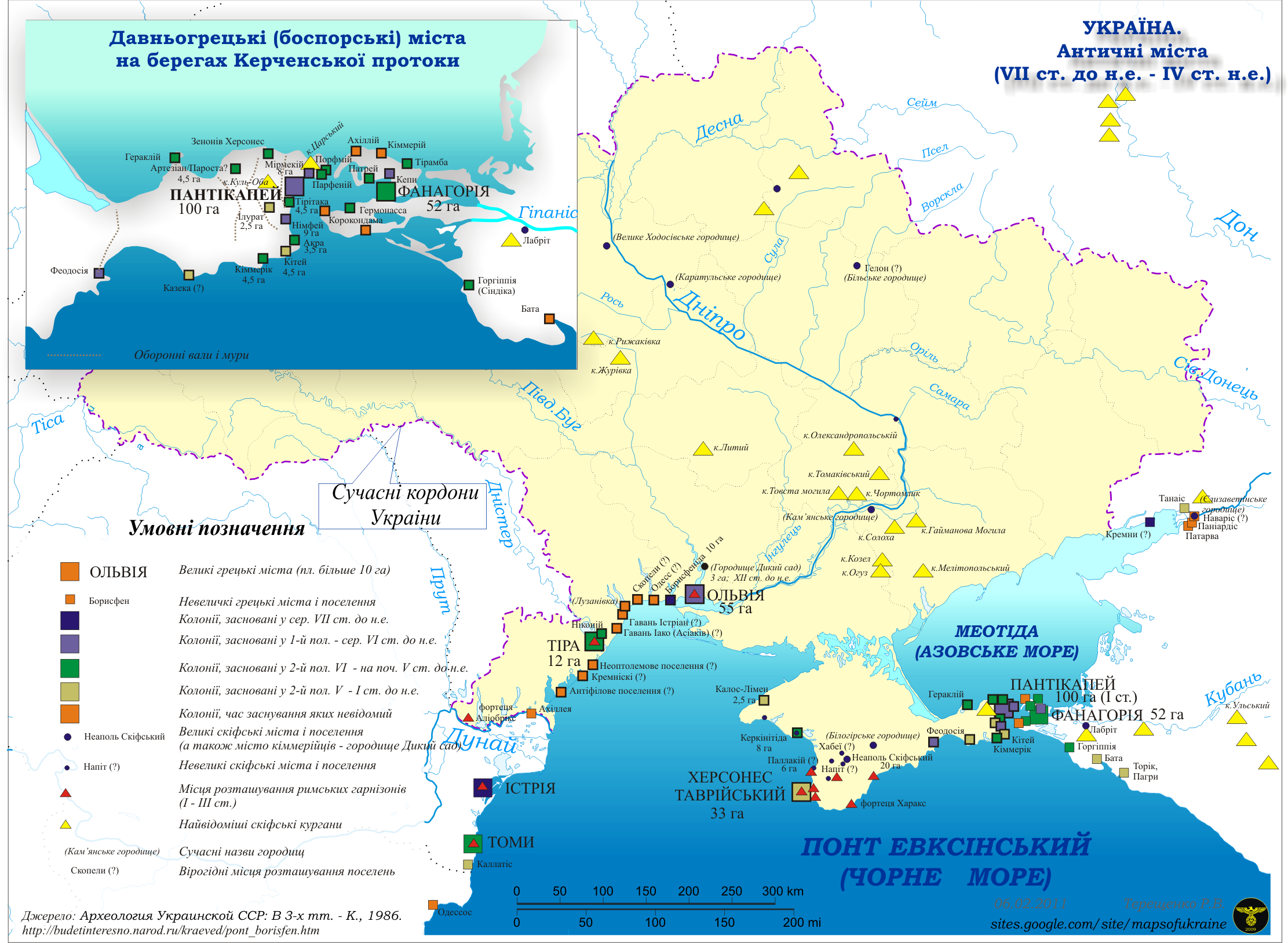
Істрія й інші античні міста Північного Причорномор'я

44°32′51″ пн. ш. 28°46′29″ сх. д. / 44.5475° пн. ш. 28.774722° сх. д.
Істрія (дав.-гр. Ἰστρίη) — античне грецьке місто на західному березі Чорного моря (на території сучасної Румунії, на південь від дельти Дунаю). Засноване вихідцями з Мілета у 2-й половині VII ст. до н. е. Мешканці займалися сільським господарством, рибальством, ремеслами, торгівлею із сусідніми гето-фракийськимі і скіфськими племенами. Розквіт відноситься до VI—V ст. до н. е.
Археологічні знахідки свідчать про розвинені торговельні зв'язки з містами Східного Середземномор'я і Причорномор'я.
У середині I ст до н. е. Істрія була розорена гетамі, а в 27 до н. е. увійшла до складу Римської провінції Мезія.
Зруйнована в 248 готами під час Скіфських війн, а також гунами наприкінці 4 ст., Істрія була знов відновлена та існувала до VII ст. До того часу місто в результаті намивання піску втратило вихід у відкрите море і значення торговельного центру. Унаслідок цього поступово запустіло.
Розкопки з перервами ведуться з 1914. Розкриті залишки оборонних стін (IV ст. до н. е.), храмів, зокрема храму Афродіти (V ст. до н. е.), терм (III—IV ст.), житлових будинків і ін. У теперішній час — археологічний заповідник.